# Emeryson Cars

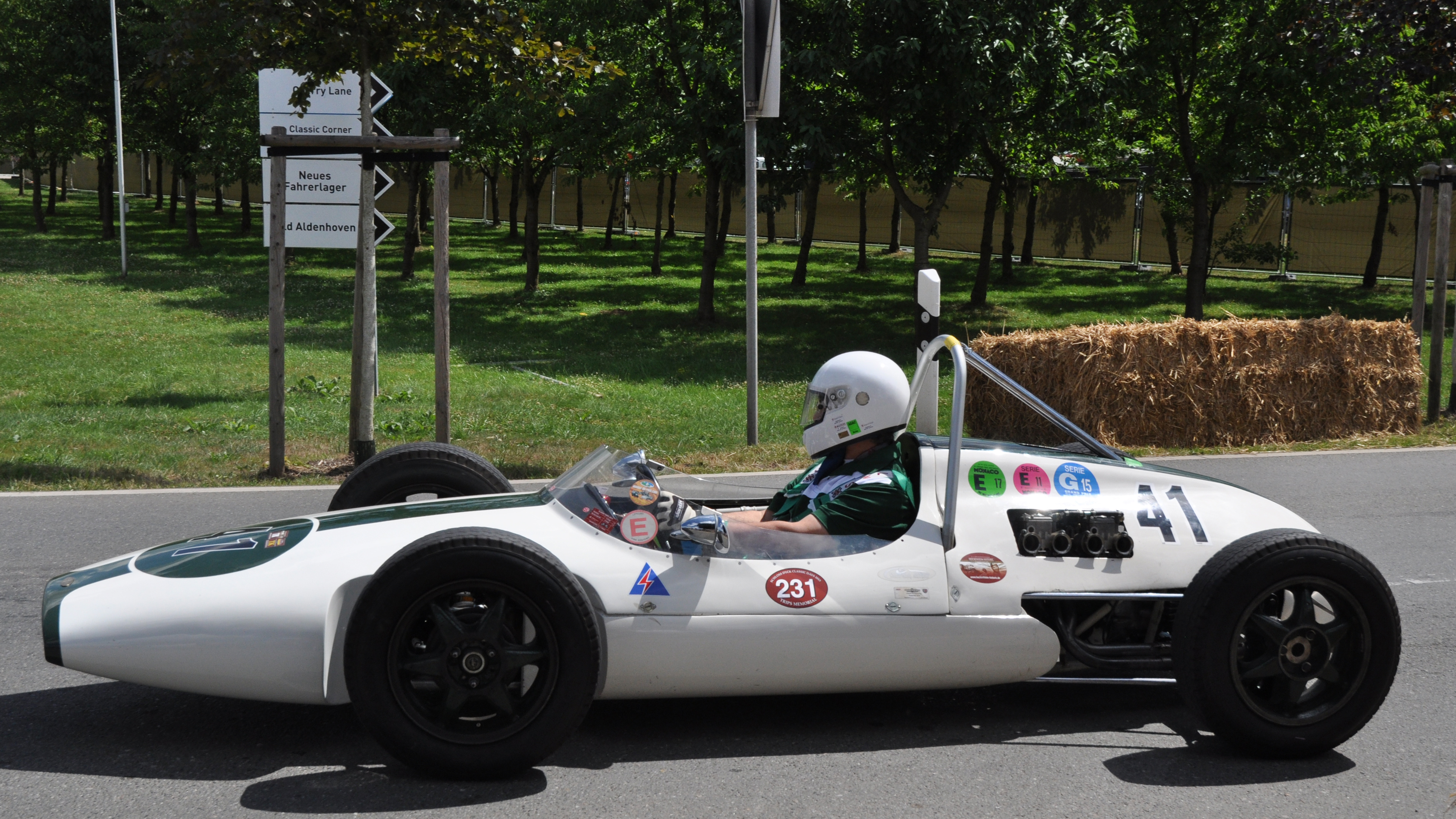
Emeryson Formel Junior (1960)

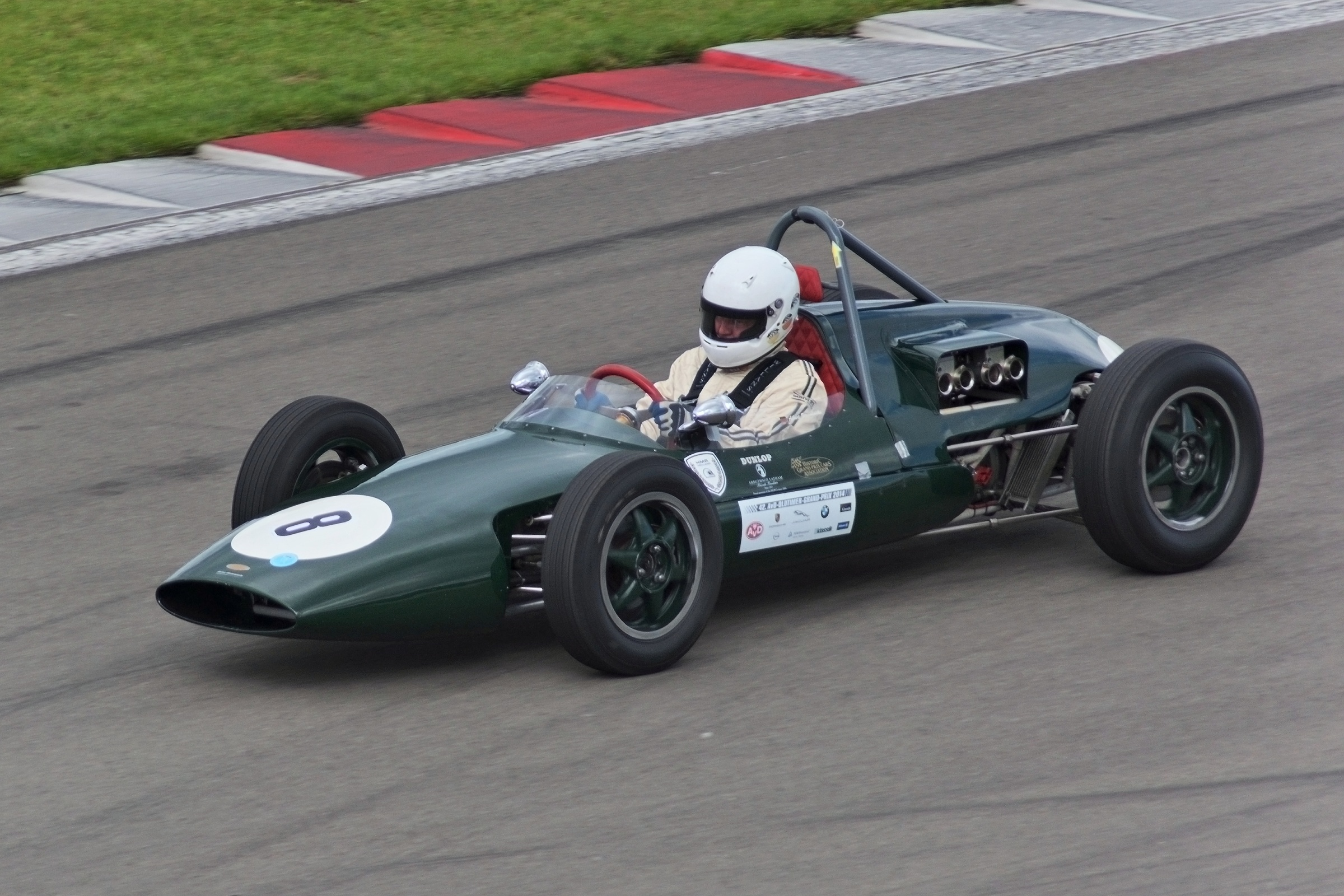
Emeryson F2/F1 72/71 Prototype

Unter dem Namen Emeryson wurden zwischen den 1930er und 1960er Jahren eine Anzahl von Sport- und Monoposto-Rennwagen gebaut. Zwischen 1948 und 1962 war Emeryson auch immer wieder bei Formel-1-Rennen vertreten.
Der Name Emeryson geht auf die Familie Emery zurück. George Rene Emery und seine beiden Söhne Paul und Peter Emery stellten unter diesem Namen zum Teil gemeinsam, zum Teil auch unabhängig voneinander eine Reihe von Rennfahrzeugen her. Dabei handelte es sich zumeist um sogenannte Specials, also Eigenbau-Konstruktionen, die in der Regel unter Verwendung von Teilen anderer Fabrikate in Einzelstücken entstanden sind. Erst um 1960 herum widmeten sich sowohl Peter als auch Paul Emery nach Gründung ihrer eigenen Firmen Emeryson Experimental bzw. Emeryson Cars einer Kleinserienfabrikation von Rennwagen für die Formel Junior und die Formel 1.
Unter den drei Familienmitgliedern ist Paul Emery der bekannteste, weil er mit den von ihm gebauten Rennwagen zwischen 1948 und 1962 immer wieder in der höchsten Motorsportkategorie, der Formel 1, vertreten war. Emeryson ist somit neben Ferrari der einzige Konstrukteur, der für alle vier zwischen 1947 und 1965 geltenden Grand-Prix-Rennformeln Fahrzeuge gebaut hat. Die Konstruktionen waren stets innovativ, oft aber auch etwas zu sehr ausgefallen. Meist fehlte es ihnen an Standfestigkeit, die durch die begrenzten finanziellen und materiellen Mittel eines solchen Einzelunternehmens zurückzuführen war. Dennoch erlangte Emery in britischen Motorsportkreisen eine gewisse Berühmtheit als einer der eifrigsten und ausdauerndsten Vertreter der „Special-Builders“, und als einer der wenigen, dem es dabei gelungen war, über so viele Jahre zumindest einen Fuß in der Tür zur Formel 1 zu behalten.

## Anfänge
George Emery gründete 1919 in New Malden, Surrey einen Maschinenbau- und Elektrobetrieb. Gleich zu Beginn befasste er sich dort mit der Konstruktion eines neuartigen Drehschiebermotors und baute in der Folgezeit auch eine Reihe von Specials auf G.N.- bzw. Gwynne-Basis. Im Alter von 14 Jahren begann zu Beginn der 1930er-Jahre Paul Emery eine Lehre im väterlichen Betrieb. Dabei erwies er sich schnell als praktisch geschickter Mechaniker, während sein Vater ebenso wie sein jüngerer Bruder Peter stärker Wert auch auf fundierte theoretische Kenntnisse legten. Paul war zudem sehr selbstbewusst, so dass es häufig zu Konflikten zwischen ihm und seinem Vater kam. Schließlich wechselte er zur Alta Car and Engineering Company nach Tolworth, die zu dieser Zeit bereits mit einigem Erfolg Renn- und Sportwagen baute. Paul, der auch ein Talent zum Fahrer besaß, versuchte jedoch vergeblich, von Firmenchef Geoffrey Taylor die Bewilligung zu bekommen, für Alta Rennen zu fahren. Stattdessen gelang ihm nach einiger Zeit eine Versöhnung mit seinem Vater, der in der Zwischenzeit an seinem G.N. Special einige Verbesserungen vorgenommen hatte, vor allem um ihn für Rundstreckenrennen wettbewerbsfähiger zu bekommen. Dies umfasste hauptsächlich den Einbau einer neuen Vorderachse, wodurch das Chassis abgesenkt wurde, sowie Veränderungen an den Verbrennungsräumen und den Ventileinlässen am Motor.
George Emery stellte seinem Sohn Paul schließlich dieses Auto zur Verfügung, um damit 1938 im Lauf der Voiturette-Rennwagen im Rahmen des Donington Grand Prix anzutreten. Dort zeigte er in seinem ersten Rennen laut dem Bericht seines Bruders eine hervorragende fahrerische Leistung, bis er mit Motorschaden ausschied. Obendrein musste Paul im Anschluss den kaputten Motor vor Ort abdichten und den betroffenen Zylinder lahm legen, um mit dem Auto auf eigener Achse wieder nach Hause fahren zu können.
Während des Zweiten Weltkriegs verlor George Emery den Betrieb in New Malden an ein Konsortium zur Herstellung von Zulieferteilen für die Flugzeugindustrie und arbeitete im Anschluss für die Forschungsanstalt für Fahrzeugbau in Farnborough. Wenig später kaufte er in der nahegelegenen Ortschaft Hawthorn Hill ein Anwesen, in dem er gegen Kriegsende wieder eine eigene Werkstatt einrichtete. Auch Paul Emery hatte seine Tätigkeit bei Alta aufgegeben und betrieb nach einigen weiteren Firmenwechseln nun im Londoner Stadtteil Twickenham eine eigene Reparaturwerkstatt, in der er auch Rennfahrzeuge von Kunden wartete und auf Einsätze vorbereitete.

## Emeryson-Rapier 1100
Beim Wiederaufleben des Motorsports in Großbritannien unmittelbar nach dem Krieg hatte sich schnell eine Klasse für Rennwagen bis 1,1 Liter Hubraum etabliert, für die auch George Emery zunächst nur zusammen mit seinem Sohn Peter ein eigenes Auto anfertigen wollte. Als Basis dafür verwendeten sie einen selbst gefertigten Leiterrahmen, den sie vorne mit einer modifizierten Singer-Einzelradaufhängung mit Schraubenfeder und Längslenkung und hinten mit Drehstabfederung im Stil der Alta-Rennwagen ausstatteten. Die Bremsanlage war in stark modifizierter Form von einem Riley Merlin Nine entnommen. Als Antriebsquelle nahmen sie einen auf 1087 cm³ hubraumreduzierten 1934er Lagonda-Rapier-Motor mit doppelter obenliegender Nockenwelle, den sie mit einem selbst zusammengebauten Zweistufen-Aufladung versahen, bestehend aus einem Marshal-Kompressor und einem aus überzähligen RAF-Beständen stammenden Lader für Flugzeugkabinen.
Obwohl Paul Emery – jedenfalls nach der Darstellung seines Bruders – anfangs nicht in das Projekt eingebunden war, entwickelte er mit der Zeit dennoch ein starkes Interesse daran. Zunächst stellte er ein E.N.V.-Vorwählgetriebe zur Verfügung und erklärte sich schließlich auch bereit, eine Karosserie anzufertigen, wofür er das Auto trotz einiger Vorbehalte seines Bruders mit nach Twickenham nahm. Paul hatte in der Zwischenzeit gute Kontakte zu einigen Rennfahrern, deren Wagen er für Rennen vorbereitete, und Peter hatte berechtigte Sorge, dass Paul den Emeryson Special komplett übernehmen würde, um damit selbst zu starten oder ihn für andere Fahrer einzusetzen.
Zum ersten Renneinsatz, 1947 beim überhaupt erst zweiten Rennen auf englischem Boden nach dem Krieg auf dem Flugfeld von Gransden Lodge, war die Karosserie noch nicht fertig. Dennoch nutzte Paul Emery die Chance, das größtenteils noch nackte Chassis einem ersten Praxistest zu unterziehen, als sich Eric Winterbottom, ein Freund seines Vaters, bereit erklärte, die dafür anfallenden Kosten zu tragen. Prompt gewann Winterbottom damit gleich den ersten Lauf des Tages, ein Handicap-Rennen, aber im anschließenden Hauptrennen für formelfreie Renn- und Sportwagen fiel Emery dann schon nach einer Runde aus. Kurz darauf trat Winterbottom erneut an, als auf der Isle of Man ein Rennen für die damalige Voiturette-Klasse – Vorläufer der späteren Formel 2 – ausgetragen wurde. In einem Feld von 18 Teilnehmern qualifizierte er sich dort für den sechsten Startplatz und wurde am Ende trotz eines kleinen Unfalls zu Beginn noch Dritter.
Kurz zuvor hatte Paul Emery außerdem bei einem Sprintrennen in Great Auclum den nordirischen Rennfahrer Bobbie Baird kennengelernt. Dieser bat Emery, ihm den Emeryson Special für das bevorstehende Voiturette-Rennen im Rahmen des französischen Großen Preises in Lyon zur Verfügung zu stellen. Doch schon im Training tat sich Baird schwer, erzielte keine konkurrenzfähige Zeit und im Rennen gab es trotz anfänglich guter Rundenzeiten einen frühzeitigen Ausfall wegen eines Ventilschadens.

## Emeryson-Duesenberg
Mit der 1948 bevorstehenden Einführung der internationalen Formel 2, in der, entgegen einigen Erwartungen, die aufgeladenen Motoren von 1,1 Liter Hubraum nicht mehr startberechtigt waren, stellte sich nun die Frage, wie es mit dem Rennbetrieb der Emerys weitergehen würde. Im Spätsommer 1947 hatten sie der Presse gegenüber noch von einer komplett neuen Konstruktion mit luftgekühltem „flachen“ 180°-V12-Motor mit hydraulisch betätigten Ventilen und „einer sehr speziellen Art von Aufladung“ gesprochen, wofür sie auf der Suche nach einem Geldgeber waren. Bis dahin mussten sie jedoch nach Übergangslösungen suchen, wobei die Meinungen der Familienmitglieder erneut weit auseinandergingen. Während Peter der Ansicht war, dass die bisher gezeigten Leistungen ihres Rennwagens allein dem Motor mit seiner zweistufigen Aufladung zu verdanken waren, und er daran trotz des Hubraumnachteils gegenüber reinrassigen Grand-Prix-Wagen durchaus noch Entwicklungspotential sah, war Paul der Meinung, dass stattdessen ein vollwertiges Grand-Prix-Aggregat nötig wäre.
Paul löste den Konflikt schließlich auf seine Weise, in dem er den Wagen kurzerhand zu Baird nach Irland brachte. Dieser hatte dafür auch bereits einen passenden Motor in der Hinterhand, einen 4,5-Liter-„Duesenberg“-Saugmotor, für dessen Aufnahme Emery das Chassis zunächst durch Anschweißen weiterer Rohre erst einmal verlängern musste. Trotz der Bezeichnung als „Duesenberg“ handelte es sich dabei tatsächlich um einen vom Amerikaner Fred Clemons ursprünglich für Indianapolis-Rennen konstruierten Motor, der 1933 von der Scuderia Ferrari erworben und im späteren Verlauf auch von Whitney Straight in dessen "Brooklands Special" verwendet worden war. Durch Erhöhung der Verdichtung und unter Verwendung von acht Amal-Vergasern konnte Paul Emery die Leistung dieses Aggregats auf angeblich 400 PS (bhp) steigern, was einen absoluter Spitzenwert unter den Formel-1-Wagen der damaligen Zeit bedeutet hätte. Auch wenn diese Angabe möglicherweise übertrieben war, hatte der Motor doch mehr Leistung, als das E.N.V.-Getriebe verkraften konnte. So sahen im Frühjahr 1948 weder Baird beim Rennen auf der Kanalinsel Jersey noch auch Emery bei seinem persönlich ersten Formel-1-Rennen auf der Isle of Man die Zielflagge. Danach zog Emery das Auto erst einmal wieder zurück, um ein stärkeres Getriebe einzubauen, aber auch bei der Rückkehr auf die Rennstrecke im August im französischen Albi kam Baird, dieses Mal aufgrund eines Zündungsschadens, nur zwei Runden weit und beim britischen Grand Prix fiel das Auto sogar durch die Wagenabnahme. Baird stellte den Emeryson-Duesenberg daher schnell wieder zur Seite, um sich mit dem Baird-Griffin einem neuen Projekt zu widmen.

## Emeryson in der Formel 3
Um nicht ohne Auto dazustehen, widmeten sich George und Peter Emery nach dem Weggang von Paul jetzt der Konstruktion eines Rennwagens für die 500-cm³-Formel. Anders als die meisten ihrer Konkurrenten entschieden sie sich dabei für einen Wagen mit Frontmotor und Frontantrieb, bei dem jetzt vor allem das Chassis für den Erfolg ausschlaggebend war. Die mechanischen Teile dafür besorgten sie sich vom örtlichen Schrottplatz und entgegen anderslautenden Darstellungen besaß das Auto laut Peter Emery auch keine Scheibenbremse, sondern stattdessen aus Platzgründen vorne eine einzelne Bremstrommel, die über das Getriebe auf die Antriebsräder wirkte. Sehr innovativ war dagegen Georges Idee einer Gummiband-Federung, die allerdings später wieder durch konventionelle Schraubenfedern ersetzt wurde. Hauptproblem war jedoch, einen brauchbaren Motor für diesen Rennwagen zu bekommen. Schließlich kam ihnen Paul erneut zu Hilfe, der inzwischen nach dem Misserfolg mit dem Emeryson-Duesenberg aus Irland wieder zurückgekommen war und ihnen einen J.A.P.-Zweizylinder-Motorradmotor zur Verfügung stellte. Die Vereinbarung war schließlich, dass Paul das Auto in Twickenham – unter Aufsicht von Peter – fertigstellen und damit 1950 in der britischen Formel 3 als Fahrer antreten sollte. Der neue Emeryson-Formel 3 erwies sich von Anfang an als konkurrenzfähig, so dass Paul Emery 1951 bei John Rowley in Walsall die Produktion einer kleinen Serie in Auftrag gab, die von ihren Käufern teilweise auch recht erfolgreich gefahren wurden.

## Emeryson Formel 2 und Formel 1
In der Folge brach jedoch erneut Streit zwischen den Brüdern aus, die sich nicht über grundlegende Designfragen für das Mk-2-Nachfolgemodell einigen konnten. Paul setzte wieder seine eigenen Pläne um und operierte fortan wieder allein. Doch obwohl er mit dem Auto einige ordentliche Resultate erzielte, hatte sich mittlerweile der Norton „Doubleknocker“ in der Formel 3 als kaum zu noch zu schlagende Antriebsquelle herausgestellt und Paul Emery hatte den Zeitpunkt verpasst, an dem diese Motoren für ihn noch erschwinglich gewesen wären. Ohne den Formel-3-Konkurrenten etwas Adäquates entgegensetzen zu können, ergriff er daher die Flucht nach vorn und beschloss, 1953 in die Formel 2 aufzusteigen. Zu dieser Zeit wurden vorübergehend alle bedeutenden Rennen mit Fahrzeugen dieser Rennformel ausgetragen.
Emery baute ein Rohrrahmen-Chassis, das im Prinzip eine Vergrößerung der Formel-3-Konstruktion, jedoch mit Hinterradantrieb darstellte, und versah dieses vorne mit Einzelradaufhängung mittels Schraubenfeder und Querlenker, während er hinten eine ebenfalls schraubengefederte De-Dion-Achse an doppelten Längslenkern verbaute. Um den Fahrer so niedrig wie möglich im Chassis zu positionieren, entwickelte er ein kompliziertes System für die Kraftübertragung, bestehend aus einer kurzen Welle zwischen Motor und Getriebe und einer längeren Welle, die vom Getriebe nach hinten unter dem ebenfalls nach hinten zeigenden Differential geführt und mit diesem dort mittels eines Untersetzungsgetriebes verbunden wurde. Als Antriebsquelle diente kurzzeitig ein Alta-Vierzylinder. der schon bald durch einen auf 2 Liter Hubraum reduzierten Aston-Martin-LB6-Motor ersetzt wurde. Diesen hatte Emery bei einem befreundeten Schrotthändler erworben, der von Aston Martin regelmäßig mit Produktionsausschussware beliefert wurde. Der Motor erwies sich jedoch schnell als extrem unzuverlässig und obendrein auch einfach zu langsam und meistens kam das Auto, mit Emery oder Peter Jopp am Steuer, entweder nicht von der Startlinie oder versagte bereits während des Trainings. Den wohl besten Auftritt des Wagens zeigte noch Lotus-Firmengründer Colin Chapman (der hier sein einziges Rennen in einem Formel-1-Auto bestritt) 1954 beim Rennen um die BRDC International Trophy in Silverstone, wo er den Emeryson Special noch als 17. und zu weit zurückliegend, um gewertet zu werden, ins Ziel brachte.
Schon bald ersetzte Emery den Motor daher wieder durch einen weiteren gebrauchten 2-l-Alta-Vierzylinder und tauschte schließlich auch noch das ebenfalls von Aston Martin stammende Getriebe gegen ein E.N.V.-Vorwählgetriebe. Da die Formel 2 zwischenzeitlich ausgelaufen war und in der Formel 1 nun ein Hubraumlimit von 2,5 Litern galt, bohrte Emery die Zylinder anschließend entsprechend aus und verfügte somit nun wieder um ein vollwertiges Formel-1-Fahrzeug, das vor allem auf engen und langsam bis mittelschnellen Kursen gut mithalten konnte. Ein erster Erfolg war ein zweiter Platz im Vorlauf zum Rennen um die London Trophy 1955 in Crystal Palace, wo Emery im Finale dann Fünfter wurde. 1956 kämpfte Emery an selber Stelle sogar mit Stirling Moss in seinem Maserati 250F um den Sieg, um schließlich auf einem immer noch eindrucksvollen zweiten Platz ins Ziel zu kommen. Durch diesen Auftritt inspiriert, wagte Emery nun sogar die Teilnahme am darauf folgenden Großen Preis von Großbritannien, seinem ersten und einzigen Start zu einem Lauf der Automobil-Weltmeisterschaft, für den er sich als 23. von 28 Teilnehmern qualifizierte, im Rennen dann allerdings bereits nach vier Runden wegen Zündungsproblemen aufgeben musste.
Trotz solcher für einen Eigenbau durchaus respektabler Leistungen arbeitete Emery 1957 wieder an einem neuen Motorenprojekt. Hierfür baute er einen Jaguar-XK-Reihensechszylinder von 2,4 Liter Hubraum auf Trockensumpf um und versah ihn obendrein noch mit einem wieder selbst entwickelten Einspritzsystem, das er von einer handelsüblichen CAV-Diesel-Einspritzpumpe abgeleitet hatte. In seinen mittlerweile vier Jahre alten Special eingebaut, lief das Auto in dieser Form jedoch nur noch ein einziges Mal in einem Rundstreckenrennen, 1958 im Rahmen der Richmond- bzw. Glover-Trophy in Goodwood, wo Emery jedoch bereits nach wenigen Runden mit Motorschaden aufgeben musste. Später kam das Auto dann bei Bergrennen doch noch zu einigen Erfolgen, wenn auch in der Damenklasse, gefahren von Roberta Cowell, die vor ihrer Geschlechtsumwandlung noch als Mann im Krieg RAF-Pilot gewesen war.

## Cooper-Connaught und Connaught C-Type
In der Zwischenzeit baute Emery nach eigenen Angaben auch noch einen weiteren Monoposto mit aufgeladenem 2,5-Liter-Alta-Motor und Fiberglaskarosserie für einen amerikanischen Kunden, der damit bei USAC-Rennen antreten wollte. Daneben arbeitete er außerdem noch an einigen weiteren Projekten, wie z. B. dem Einbau eines Jaguar-Motors in einen Aston-Martin-DB3-Sportwagen oder eines wassergekühlten flachen 180°-Vierzylinder-Kompressormotors von 500 cm³ für die Formel 2 zu Testzwecken in einen Morris Minor. Mit dem Aston Martin-Jaguar trat er 1954 beim Easter Meeting in Goodwood an und verkaufte ihn anschließend an den Briten R.H. Dennis, der damit noch einige Jahre Rennen fuhr. Ab Mitte 1958 erschien Emery schließlich auch einige Male am Steuer eines Connaught Type B, so bei einem nationalen britischen Rennen in Aintree und dann sogar auch im Training zum Großen Preis von Monaco, für den er sich jedoch nicht qualifizierte. Zu beiden Veranstaltungen war sein Auto von keinem geringeren als Bernie Ecclestone gemeldet worden, der zwei Rennwagen aus den Restbeständen des Connaught-Teams erworben hatte, welches den Rennbetrieb 1957 mangels finanzieller Mittel eingestellt hatte.
Die Verbindung zu Connaught bestimmte auch Emerys weiteren Werdegang für die nächsten Jahre. Zunächst in Form einer Kooperation mit Geoff Richardson, der ebenfalls bereits auf eine Reihe von Rennen mit Eigenbau-Rennwagen zurückblicken konnte. Zusammen übernahmen sie ein gebrauchtes Cooper-Chassis, das zuletzt, mit einem BRM-Motor bestückt, von Rob Walker für Stirling Moss eingesetzt worden war. Emery installierte darin nun einen Alta-Motor, der zuvor in stark modifizierter Form schon in einem Connaught B-Type seinen Dienst verrichtet hatte. Ebenfalls aus ehemaligen Connaught-Beständen stammte das 5-Gang-Transaxle-Getriebe, das eigentlich für den nicht mehr fertig gestellten Connaught D-Type (auch als „J5“ bezeichnet) entwickelt worden war. Auch dieser "Cooper-Connaught", wie das Auto konsequenterweise genannt wurde, erschien zumeist bei Berg- oder Sprintrennen mit Roberta Cowell am Steuer. Emery startete allerdings beim International Gold Cup in Oulton Park, wo er aber bei weitem nicht konkurrenzfähig war und am Ende zu oft überrundet worden war, um noch gewertet zu werden.
In der Zwischenzeit widmete sich Emery aber bereits wieder einem neuen Projekt. Connaught Engineering hatte zuletzt noch an einem Nachfolgemodell für den B-Type mit Giterrohr-Rahmen, De-Dion-Achse und innenliegenden Bremsen gearbeitet. Emery hatte auch das erst halbfertige Chassis dieses C-Type übernommen und es mit Teilen eines B-Type komplettiert. Und auch dieses Auto brachte es nur zu einem einzigen Start in der Formel 1, als der Amerikaner Bob Said bei seinem Heimrennen, dem Großen Preis der USA in Sebring, mit dem mit seinem Frontmotor mittlerweile schon veraltete Auto bereits in der ersten Runde nach einem Dreher ausschied.

## Emeryson 750 und 250
Peter Emery hatte längere Zeit keine größeren Ambitionen in Sachen Rennwagenbau mehr verfolgt, war aber trotzdem nicht ganz untätig geblieben. Aus Teilen eines Austin Seven hatte er sich einen kleinen Sportwagen gebaut, mit dem er sich bei kleineren Veranstaltungen des 750 Motor Club recht achtbar schlug. Als der Club für 1959 eine neue Kategorie von kleinen Monoposto-Rennwagen mit 250 cm³ Hubraum ankündigte, erinnerte sich Peter an seine Formel-3-Konstruktion, die 1952 zum letzten Zwist mit seinem Bruder geführt hatte. Im Gegensatz zu Paul war er damals der Meinung gewesen, dass für derart schwach motorisierte Rennwagen eine Kombination aus Frontantrieb und Schwingachse hinten die optimale Lösung wäre, und nun sah er angesichts der geringen Kosten eine Chance, dies doch noch am realen Objekt zu beweisen. Mit einem Velocette-MOV-Motor von etwa 30 PS und einem Gitterrohrrahmen aus sehr dünnwandigen Rohren wog das komplette Auto knapp 150 kg, was einem hervorragenden Leistungsgewicht von etwa 5 kg/PS entsprach. Doch eine Woche vor dem geplanten ersten Start in Brands Hatch beschädigte Peter Emery das Auto schwer, als er Testfahrten gegen einen Laternenpfahl fuhr. Um das Auto trotzdem noch fürs Rennen wieder fit zu bekommen, blieb ihm daher nichts anderes übrig, als sich doch wieder an seinen Bruder um Hilfe zu wenden. Dessen Bedingung war jedoch, dass er selbst den Wagen im Rennen fahren durfte. Unangefochten in Führung liegend, brach jedoch ein Teil der hinteren Radaufhängung, und obwohl Paul die Strebe mit der Hand zusammenhalten konnte, wurde er vom Veranstalter aus dem Rennen genommen.
Trotz dieses Missgeschicks war es ein hervorragendes Auto geworden, das Peter Emery 1959 und 1960 seine Klasse damit derart dominierte, dass sie am Ende aus Mangel an Konkurrenz eingestellt wurde. Außerdem war es selbst gegen 500-cm³-Rennwagen absolut konkurrenzfähig, so dass schließlich auch Paul entgegen seinen früheren Vorbehalten von dem Konzept überzeugt war. Als sich der Amerikaner Robert Danken an ihn wegen eines Rennwagens für die in Amerika noch existierende 500-cm³-Klasse wandte, schlug Paul ihm stattdessen vor, auf Basis der Konstruktion von Peter gleich einen Rennwagen für die neue Formel Junior zu bauen.

## Emeryson Experimental Ltd. und Emeryson-Elfin-Formel-Junior
Für die Umsetzung dieses Projekts gründeten die beiden Brüder die Firma Emeryson Experimentals Ltd., weil ihr Plan auch beinhaltete, Komponenten, die sie für den Formel Junior entwickelten, auch anderweitig zu vermarkten. Peter hatte zuvor bereits begonnen, Bremstrommeln aus leichtem Bimetall zu produzieren, die er unter der Markenbezeichnung ELFIN an Firmen wie Lola und Lotus lieferte.
Für den aus diesem Grund als Elfin Mk 1 bezeichneten Formel-Junior-Wagen musste Peter Emery seine Chassiskonstruktion nur geringfügig verändern, um darin den ursprünglich geplanten Ford-105E-Vierzylinder unterzubekommen, aber Danken entschied sich letztendlich für ein BMC-Aggregat, um in der Klasse unter 1000 cm³ antreten zu können. Im Anschluss an die Auslieferung des Wagens nach Amerika machte sich Peter Emery umgehend an die Konstruktion eines weiteren, als Elfin Mk 2 bezeichneten Autos.
Zu dieser Zeit eröffneten sich für Paul Emery weitere vielversprechende Perspektiven. Der langjährige Cooper-Fahrer Alan Brown hatte die Connaught-Anlagen in Send in der Grafschaft Surrey übernommen und mit seiner Unterstützung und der seiner Partner Dick Clayton und Cecil Libouity gründete Paul Emery die Firma Emeryson Cars Ltd., um dort mit dem Bau einer kleinen Serie von Rennwagen zu beginnen. Um einen möglichst großen Kundenkreis anzusprechen, waren die Autos so konzipiert, dass sie, mit unterschiedlichen Motoren- und Getriebekombinationen bestückt, sowohl in der ab 1961 geltenden Formel 1 mit 1,5 l Hubraumbegrenzung, als auch in der immer populärer werdenden Formel Junior eingesetzt werden konnten.
Die von Peter Emery geleitete Emeryson Experimental Ltd. wurde mit dem Entwurf der Gitterrohrrahmen für diese Fahrzeuge sowie der Entwicklung des für die Formel Junior vorgesehenen Rennmotors auf Basis des Ford 105E. Nach Darstellung Peter Emerys musste dieser jedoch anlässlich eines Besuchs in Send feststellen, dass sein Bruder bei der Herstellung des Rahmens von seiner Konstruktion erheblich abgewichen war, wodurch alle sorgfältig getätigten Berechnungen hinfällig wurden. Hierdurch kam es erneut zum Streit und Peter entschied umgehend, aus der Chassisentwicklung für die Wagen auszusteigen und nur noch am Motorenprojekt zu arbeiten, weil eines der beiden Aggregate auch in seinem eigenen Elfin Mk 2 Formel Junior eingesetzt werden sollte.
Aufgrund des immer weiter eskalierenden Konflikts mit seinem Bruder konnte Peter jedoch nur noch einige wenige Rennen damit bestreiten. Laut seiner Darstellung blieben die vereinbarten Zahlungen an Emeryson Experimentals aus und weil Emery Cars sogar einen Teil seiner Produktionsmaschinen für sich in Anspruch nahm, musste er auch seine Bremstrommel-Produktion stoppen. Als Peter darauf die Herausgabe des Formel-Junior-Motors verweigerte, soll dieser schließlich aus seiner Garage entwendet worden sein. Peter Emery musste die Firma Emeryson Experimentals schließen und arbeitete fortan als Entwicklungsingenieur für Ford.

## Emeryson Cars Ltd.
Im Unterschied zu Peter Emerys Elfin mit Frontantrieb waren Pauls Emeryson-Rennwagen aus Send Mittelmotorkonstruktionen mit Hinterradantrieb. Die Vorderradaufhängung bestand aus Dreiecksquerlenkern mit Schraubenfederung, während hinten die Chapman Strut nach dem Vorbild des Lotus 18 zum Einsatz kam, bei der die Antriebswelle die Funktion der oberen Querlenker übernahm. Für den Einsatz in der Formel 1 war außerdem der Einbau von um 18° geneigten Coventry-Climax-FPF-Vierzylinder-Vergasermotoren von 1,5 l Hubraum und Fünfganggetrieben von Colotti in die bemerkenswert niedrigen Wagen mit ihren glatten Fiberglas-Karosserien vorgesehen. Außerdem wurden bei den Formel-1-Wagen für das Chassis stärkere Rohre verwendet, ansonsten waren die Konstruktionen praktisch identisch. Mit der Herstellung der Rahmen wurde der Rennwagenhersteller Lister beauftragt.
Der erste Prototyp wurde 1960 fertig, als mit den 1,5-l-Motoren noch in der Formel 2 gefahren wurde. Der erfahrene Brite Ron Flockhart startete damit im August in Brands Hatch, musste aber frühzeitig mit einer gebrochenen Ölleitung aufgeben. Im Oktober erschien das Auto erneut, jetzt mit dem noch weitgehend unbekannten Fahrer John Turner am Steuer, beim Coupe de Salon auf der französischen Rennstrecke von Montlhery. Der Legende nach soll Turner hier im Rennen nach einem Dreher eine so beeindruckende Aufholjagd gezeigt haben, dass der Teamchef der Ecurie Nationale Belge (kurz „ENB“), Jacques Swaters, umgehend bei Emery eine Bestellung für 1961 abgegeben haben soll. Was Swaters dabei jedoch nicht mitbekommen haben soll, sei der Umstand gewesen, dass Turner in einem hinteren Teil der Strecke dabei regelmäßig eine Schikane ausgelassen haben soll. Anhand des Rennverlaufs lässt sich diese Version jedoch nicht ganz widerspruchsfrei nachvollziehen. Turner wurde in der 39. Runde wegen Auslassens der Schikane disqualifiziert und von den Veranstaltern deswegen aus dem Rennen genommen, was dem erfahrenen Grand-Prix-Fahrer Swaters kaum entgangen sein kann. Immerhin hat Turner mit der drittbesten Trainingszeit (von insgesamt neun Teilnehmern) und mit seiner Darbietung im Rennen, wo er bei sehr nasser Strecke bis zu seinem Dreher überraschenderweise mit der Spitze mithalten konnte, die Experten vor Ort offenbar schon sehr beeindruckt, so dass dies durchaus ein Motiv für Swaters’ Entscheidung gewesen sein könnte. Bestätigung dafür könnte auch sein, dass wenige Tage später bei einem Rennen in Brands Hatch mit John Surtees auch ein amtierender Motorradweltmeister und frischgebackener Formel-1-Fahrer für Lotus den Emeryson im Training ausprobierte. Im Rennen belegte dann George Wicken einen respektablen fünften Platz, noch in der gleichen Runde wie der siegreiche Lotus 18 von Tony Marsh.

## Ecurie Nationale Belge
Anders als der Emeryson Prototyp ließ ENB die drei bestellten Chassis mit Vierzylindermotoren von Maserati ausstatten und zwei davon waren rechtzeitig fertig für den Großen Preis von Pau zu Beginn der Formel-1-Saison 1961. Im Training qualifizierten sich Lucien Bianchi und Olivier Gendebien noch neben Lotus-Werksfahrer Trevor Taylor im Mittelfeld und vor allem Bianchi hielt im Rennen recht gut mit, doch dann hatten beide ENB-Autos schwere Unfälle. Zudem hatte das Team eines der Autos schon beim Ausladen aus dem Transporter beschädigt. So musste sich ENB eine Woche später für sein erstes Heimrennen in Brüssel, wo man natürlich in voller Stärke antreten wollte, von Emery den Vorjahres-Prototyp mit dem Climax-Motor für den dritten Fahrer Willy Mairesse ausborgen. Doch weder er noch Gendebien und Bianchi mit den beiden regulären Wagen des Teams kamen im Training über hintere Startplätze hinaus und auch Bianchis vierter Platz im Endklassement war zu einem erheblichen Teil dem Umstand zu verdanken, dass er in allen drei Läufen des Rennens ins Ziel gekommen war. Mairesse war dagegen jedes Mal weit abgeschlagen, während Gendebien erneut mit einem Unfall ausgeschieden war.
Trotz der Schwierigkeiten teilte sich das Team im Anschluss sogar auf. Während Gendebien und Mairesse schon auf der Reise zum Rennen in Syrakus waren, trat Bianchi zusammen mit André Pilette im Werks-Prototyp zum Rennen in Aintree an. Beide waren jedoch wiederum die gesamte Veranstaltung über zu langsam und Pilette kam als 16. nur gerade noch in die Wertung, während Bianchi noch in der ersten Runde erneut einen Unfall hatte. Und auch in Syrakus, wo Formel-1-Debütant Giancarlo Baghetti der versammelten Weltelite eindrucksvoll die Überlegenheit des hier erstmals gefahrenen neuen Ferrari 156 „Sharknose“ demonstrierte, kamen die beiden anderen ENB-Fahrer nicht über Statistenrollen hinaus.
Und auch beim Großen Preis von Monaco, dem ersten Weltmeisterschaftslauf der Saison, spitzte sich die Situation weiter zu, als Bianchi und Gendebien ihre beiden Emeryson-Maseratis nicht für das Rennen qualifizierten, während Pilette am gleichen Tag bei einem Rennen in Neapel mit dem Climax-getriebenen Auto dasselbe Schicksal erlitt. Beim Großen Preis von Belgien gipfelte die Enttäuschung schließlich darin, dass beide ENB-Autos bei ihrem Auftritt vor heimischem Publikum schon im Training versagten und sich Mairesse und Bianchi, die als Einheimische vom Veranstalter für die Teilnahme gesetzt waren, für das Rennen je einen Lotus 18 von den beiden in der Qualifikation gescheiterten Fahrern Tony Marsh und Wolfgang Seidel ausleihen mussten. Mehr Glück hatte dagegen Gendebien, der von Ferrari sogar eines der Werksautos zur Verfügung gestellt bekam und am Ende mit seinem vierten Platz den Ferrari-Vierfacherfolg komplett machte.
Deutlicher hätte dem Team wohl kaum aufgezeigt werden können, wie weit die Emeryson-Konstruktionen von der internationalen Spitze entfernt waren und ENB zog darauf umgehend alle Meldungen wieder zurück, die zu den bedeutenden Rennen der Saison bereits abgegeben worden waren. Lediglich einmal noch versuchte Lucien Bianchis Bruder Mauro, einen Emeryson-Maserati für ein Rennen zu qualifizieren, aber beim Rennen in Modena waren für die 27 Teilnehmer nur 14 Startplätze verfügbar, so dass dieser Versuch praktisch aussichtslos war. Und auch Pilette mit seinem Emeryson-Climax-Prototyp qualifizierte sich zum Großen Preis von Italien nicht – als einziger unter 33 Teilnehmern und mit 25 Sekunden Rückstand auf den Trainingsschnellsten. Einzig beim Flugplatzrennen im österreichischen Zeltweg brachte er das Auto als Langsamster im Training und im Rennen weit abgeschlagen als Neunter noch einmal ins Ziel.
Trotz allem gab man beim ENB-Team die Autos immer noch nicht vollständig auf, sondern fügte aus den Teilen der drei Wagen, die in den zahlreichen Unfällen bereits erheblich gelitten hatten, zur Saison 1962 einen neuen zusammen. Technisch gegenüber der Emeryson-Konstruktion kaum verändert, aber mit einer neuen, optisch an den „Sharknose“-Ferrari von 1961 angelehnten, jedoch weitaus weniger eleganten Karosserie versehen, wurde das Auto nun als ENB-Maserati bezeichnet. Erstaunlicherweise qualifizierte sich Lucien Bianchi damit zu allen drei Rennen, zu denen er angetreten war, darunter mit dem Großen Preis von Deutschland auch einem Weltmeisterschaftslauf, bei dem er als 16. und Letzter sogar noch in die Wertung kam. Auch dort war er im Training beinahe zwei Minuten langsamer als der Schnellste gewesen, aber die Qualifikationsregeln waren ziemlich undurchsichtig und bestanden zu einem wesentlichen Teil darin, überhaupt fünf Runden im Training zu absolvieren.

## Hugh Powell
In der Zwischenzeit war die Saison 1961 für Emeryson Cars auch nach dem Ende der Geschäftsbeziehungen zu ENB weitergegangen. Nachdem der junge Nachwuchspilot Mike Spence zuvor bei einem bedeutenden Formel-Junior-Rennen in Silverstone bereits den ersten und einzigen Sieg für die Marke Emeryson in dieser Klasse herausgefahren hatte – im Übrigen angeblich mit dem aus Peter Emerys Garage auf illegale Weise entnommenen Emeryson-Experimental-Motor, durfte er zum Großen Preis der Solitude auch erstmals in einem Formel-1-Rennen antreten. Zu diesem Rennen hatte Emery sogar ein neues, als Mark 2 bezeichnetes Auto fertig, das nun wieder von einem Climax-FPF-Motor angetrieben wurde. Informationen darüber, inwieweit es sich konstruktiv von den Vorgängern unterschied, liegen allerdings nicht vor. Spence, der damit auf dem Solitudering bis zu seinem Ausfall im hinteren Mittelfeld gelegen hatte, setzte zum Ende der Saison mit einem zweiten Platz bei einem Rennen in Brands Hatch dann noch einen weiteren Glanzpunkt, auch wenn hier keines der Werksteams am Start gewesen war. Und Emery feierte sogar in dieser Saison sogar noch einen weiteren Erfolg, denn der Schotte Ray Fielding entschied mit einer speziell für ihn gebauten Sportwagen-Version auf Basis des aktuellen Formel-1-Modells die britische Bergmeisterschaft in dieser Fahrzeugkategorie für sich.
Dennoch blieb die finanzielle Lage von Emeryson Cars Lage nach dem Bruch mit ENB sehr kritisch und Emery musste schließlich Ende 1961 ein Angebot des noch keine zwanzig Jahre alten amerikanischen Millionärssohns Hugh Powell akzeptieren. Powells enger Freund, der immerhin bereits 35-jährige Tony Settember (der bisweilen auch als sein Vormund bezeichnet wird), träumte zu dieser Zeit von einer Karriere als Formel-1-Rennfahrer und Powell sah in der Übernahme der Firmenanteile der Emeryson Cars eine gute Gelegenheit, ihm dies zu ermöglichen. Dafür erklärte er sich bereit, für 1962 den Einsatz eines Zwei-Wagen-Teams für Settember und dem Briten John Campbell-Jones zu finanzieren.
Obwohl Alan Brown und die übrigen Vorstandsmitglieder daraufhin umgehend aus der Firma ausschieden, und obwohl ihm Powell die Finanzierung einer weiteren extrem revolutionären Design-Idee in Form eines allradgetriebenen Formel-1-Wagens mit je einem 750-cm³-Motorradmotor an jeder Achse verweigerte, blieb Emery seiner Firma dennoch als Konstrukteur weiterhin treu. Stattdessen verwirklichte er – wenn auch offenbar nur in einem Exemplar – das wesentlich konventionellere Mk 3 Modell, für das er aber auch ursprünglich eine Monocoque-Konstruktion aus Fiberglas vorgesehen hatte. Letztendlich gab er sich dann aber doch mit einem Semi-Monocoque zufrieden, bei dem die Seitentanks von einer selbsttragenden Mittelsektion aufgenommen wurden. Ebenso ausgefallen war auch der Fahrzeugbug mit dem horizontal positionierten Kühler, durch den die Luftströmung von unten hindurch geführt wurde. Insgesamt war der Mk 3 kleiner und leichter und ein erheblicher Fortschritt gegenüber den früheren Modellen, aber ohne einen der neuen V8-Motoren von Coventry Climax oder BRM war das Team gegenüber der Konkurrenz von vorneherein im Nachteil. Außerdem war das Chassis – sicher nicht zur Freude des Teambesitzers – für den großgewachsenen Settember zu klein, was der Grund gewesen sein mag, dass dieser fast die gesamte Saison hindurch mit einem der Vorjahresautos startete. Umgekehrt fühlte sich auch Campbell-Jones, der im Team der klar bessere Fahrer gewesen sein soll, durch die seiner Meinung nach bevorzugte Behandlungs Settembers auf unfaire Weise benachteiligt. Die Spannungen führten schließlich zu der Bildung von zwei Lagern, mit Powell und Settember auf der einen Seite, während die Briten im Team zu Campbell-Jones hielten.
Zum ersten Start in Brüssel erschien das Team mit nur einem Auto für Campbell-Jones an, wobei es sich noch um einen der Wagen aus dem Vorjahr gehandelt haben soll. Obwohl bereits einige der Konkurrenten über die neuen V8-Motoren verfügten, schlug sich der Brite achtbar und allein der Umstand, dass er in den dritten und letzten Lauf des Tages erst nach 10 Runden eingreifen konnte, verhinderte ein noch besseres Ergebnis als sein fünfter Platz in der Endabrechnung. In Goodwood erschien das Team dann zum ersten Mal in voller Stärke. Campbell-Jones im Mk 3 hatte gleich am Start zum ersten Vorlauf bereits einen Motorschaden, aber diesmal zeigte Settember – im Vorjahresauto – eine ordentliche Leistung, lag bis zu seinem Ausfall sogar noch auf dem dritten Platz und wurde dann im Hauptrennen, für das er sich auch vor Campbell-Jones qualifiziert hatte, immerhin Achter. In Aintree dagegen war Campbell-Jones klar schneller und wurde am Ende Sechster, zwei Plätze vor Settember, und auch in Silverstone stand sein amerikanischer Teamkollege wieder klar in seinem Schatten. Campbell-Jones zeigte hier vom zehnten Startplatz aus ein hervorragendes Rennen, in dem er sich lange im Feld der Achtzylinder-Wagen hielt, bis er dann mit Problemen auf den elften Platz zurückfiel.
Umso ärgerlicher empfand es der Brite, dass das Team zum Rennen in Neapel mit nur einem Rennwagen für den im Team auf Nummer 1 gesetzten Settember anreiste, weil Campbell-Jones’ Mk 3 für die Teilnahme am Großen Preis der Niederlande an Wolfgang Seidel ausgeliehen worden war. Beide, Seidel wie auch Settember, kamen in ihren jeweiligen Rennen über Positionen am Ende des Felds nicht hinaus und lagen am Ende abgeschlagen viele Runden zurück. Für das nächste Rennen in Crystal Palace bekam Campbell-Jones sein Auto zwar wieder, aber sein Vertrauen ins Team war mittlerweile bereits so erschüttert, dass er hinter den Problemen mit der Benzinzufuhr, die zu seinem Ausfall führten, sogar eine Sabotage des Teams vermutete. Settember hingegen verbuchte in diesem allerdings recht schwach besetzten Rennen den vierten Platz für sich. Nun kam der Große Preis von Belgien und erstmals in dieser Saison konnte Emeryson zu einem Weltmeisterschaftslauf antreten. Doch schon im Training brach bei Campbell-Jones das Getriebe, so dass er sich den Lotus 18 von Günther Seiffert umsteigen musste. Dieser Wagen war jedoch ebenfalls so schlecht vorbereitet, dass Campbell-Jones am Ende des Rennens gerade die halbe Distanz zurückgelegt hatte.
Beim Großen Preis der Solitude, zu dem das Team wieder mit zwei Autos antreten durfte, hatte man einen Weg gefunden, wie sich Settember doch noch in das eigentlich für ihn zu enge Cockpit des Mk 3 zwängen konnte: Seine Mechaniker sollen kurzerhand zu einer Säge gegriffen haben, um das Problem zu lösen. Im Rennen fiel sein Wagen wegen eines Öllecks aus. Für Campbell-Jones, der für 1962 bereits einen Vertrag mit dem Bowmaker-Team in der Tasche hatte, verlief die Veranstaltung sogar noch schlechter. Das Team musste sich für ihn eines der Vorjahresmodelle ausborgen, das ansonsten vom britischen Privatfahrer Gerry Ashmore eingesetzt wurde. Damit hatte er schon im Training einen schweren Unfall, bei dem das Auto vollkommen ausbrannte und auch der Fahrer einige Verbrennungen erlitt. Somit war Emeryson ab dem Großen Preis von Großbritannien nur noch mit einem Auto vertreten und Settember fuhr hier mit seinem Vorjahresmodell im Rennen zwar langsam, aber beständig und ohne Boxenstopp auf einen soliden elften Platz. Sechs Wochen später, beim Herbstrennen in Oulton Park, erschien Settember erneut, musste jedoch aus unbekannten Gründen auf den Start verzichten, und danach gab es nur noch einen Auftritt des Emeryson-Teams beim Großen Preis von Italien, wo sich Settember als Letzter gerade noch qualifizierte, um dann im Rennen ebenfalls am Ende des Felds liegend noch im ersten Viertel des Rennens mit durchgebrannter Zylinderkopfdichtung auszufallen.
In der Zwischenzeit hatten sich die Konflikte im Team so weit zugespitzt, dass Emery, Campbell-Jones und mit ihnen das britische Lager noch vor Ende der Saison ausstiegen, während Settember und Powell beschlossen, 1963 in eigener Regie weiterzumachen. Ihr Team, das jetzt unter dem Namen Scirocco-Powell und in blau-weißen amerikanischen Rennfarben antrat, hatte seine neue Heimat in einem Schuppen hinter einem Londoner Pub. Der als Konstrukteur verpflichtete Hugh Aiden-Jones verwendete für den Bau der neuen Rennwagen, für die nun endlich auch V8-Motoren von BRM zur Verfügung standen, weiterhin Emerys Grundkonstruktion, mit nur kleineren Modifikationen, wie Verstärkungen rund um das Cockpit, die Verwendung oberer Streben an der Hinterradaufhängung und natürlich die für den Einbau der neuen Motoren notwendigen Anpassungen am Rahmen hinter dem Cockpit. Doch auch die ebenfalls neue, durchaus gefällige Karosserie konnte nicht darüber hinwegtäuschen, dass die Wagen ebenso wenig konkurrenzfähig waren, wie der Emeryson Mk 2, den das Team zu Beginn der Saison noch einmal für das Rennen in Pau an den Start bringen musste, weil der erste Scirocco erst sehr spät im Verlauf der Saison fertig wurde. Settember, der ordentlich auf eine Position im Mittelfeld qualifiziert hatte, hatte dann jedoch sich bei diesem letzten Auftritt eines Emeryson in einem Formel-1-Rennen schon nach drei Runden einen Unfall.

## Paul Emery Cars und Shannon-Climax
Paul Emery wendete sich nach dem Ende von Emeryson Cars in Fulham nun wieder anderen Aktivitäten zu. Mit seiner neu gegründeten Firma Paul Emery Cars spezialisierte er sich auf das Tuning von Hillman-Imp-Tourenwagen. Auf der Londoner Racing Car Show 1964 stellte er ein zweisitziges Coupe, ebenfalls auf Imp-Basis, vor, das er bunter der Bezeichnung Emery GT in geringer Stückzahl produzierte. Eine geplante Serienproduktion kam jedoch nicht mehr zustande, weil der Investor für dieses Vorhaben kurz vor Vertragsunterzeichnung verstorben sein soll. Zwei der Autos wurden 1964 und 1966 im Rahmen der 500-km-Rennen auf dem Nürburgring eingesetzt. Gleichzeitig präsentierte Emery das Fiberglas-Coupe Dart, das auf dem Chassis eines Morris Mini Kombi aufgebaut war und schließlich zum Vorbild für die Mini-Marcos wurde. Ein weiteres seiner Projekte war außerdem ein zweimotoriger Mini für Tourenwagenrennen mit Campbell-Jones als Fahrer, doch schließlich wendete er sich doch noch einmal der Formel 1 zu.
1966 vergrößerte er einen der eigentlich für den Betrieb mit Alkohol, ursprünglich für die 2,5-Liter-Formel von 1954 entwickelten und somit zu diesem Zeitpunkt bereits 12 Jahre alten Coventry Climax FPE „Godiva“-V8-Motoren auf 3 l Hubraum, der in ein von Aiden-Jones – seinem Nachfolger im Scirocco-Team – gebautes Chassis eingesetzt wurde. Mit diesem als Shannon SH-1 bezeichneten Wagen startete Trevor Taylor 1966 beim britischen Grand Prix, schied aber bereits in der ersten Runde mit einem gerissenen Benzintank aus. Im Anschluss daran trennten sich die Wege von Emery und Aiden-Jones wieder, Emerys Motor lief aber noch einmal bei einem Rennen in Oulton Park, eingebaut in ein 1964er BRP-Chassis des Willment-Teams und mit Campbell-Jones am Steuer. Das Auto wurde jedoch vom Veranstalter aus dem Rennen genommen, weil es auf der Strecke zu viel Öl verteilt hatte.
Emery propagierte zuletzt auch noch eine weitere seiner Ideen, ein Sportwagen-Team mit Formel-2-Motoren von Honda, oder einen allradgetriebenen Formel 1, der von einem aus zwei Hillman-Imp-Motoren zusammengesetzten „flachen“ 180°-Zweitakt-Achtzylinder mit Turbolader angetrieben werden sollte – elf Jahre bevor Renault diese Technologie dann wirklich in der Formel 1 an den Start brachte. Wie üblich bekam er für solche ausgefallene Ideen keine Geldgeber, doch fand Emery zu guter Letzt doch noch Nischen, in denen er mit Erfolg operieren konnte. Nachdem er noch eine Weile Hillman Imps für Tourenwagen-Rennen vorbereitet hatte – unter anderem eine 1100-cm³-Version mit Turbolader für Rallyecross-Einsätze – baute er schließlich noch eine Reihe von Midget-Cars für Stadionrennen, mit denen er auch selbst noch Rennen bestritt und – bereits über 50 Jahre alt – fünf Jahre hintereinander den britischen Meistertitel errang.